# Freycenet-la-Tour
 Freycenet-la-Tour  es una población y comuna francesa, situada en la región de Auvernia, departamento de Alto Loira, en el distrito de Le Puy-en-Velay y cantón de Le Monastier-sur-Gazeille.

## Demografía
| 303 | 270 | 224 | 184 | 152 | 146 |
| Para los censos de 1962 a 1999 la población legal corresponde a la población sin duplicidades (Fuente: INSEE [Consultar]) |     |     |     |     |     |